# Friedrich Hildebrand von Einsiedel

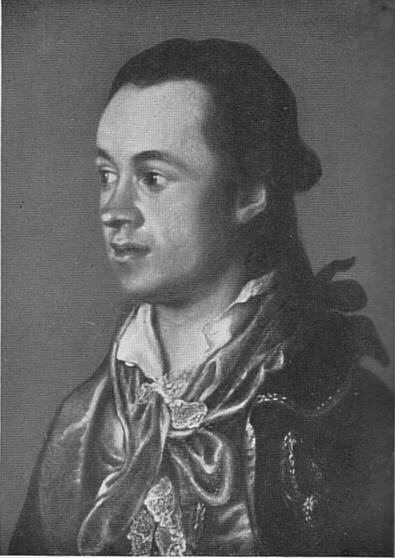
Friedrich von Einsiedel

Friedrich Hildebrand von Einsiedel, auch Friedrich Hildebrand Freiherr von Einsiedel-Scharfenstein (* 30. April 1750 in Lumpzig; † 9. Juli 1828 in Jena) war ein deutscher Jurist und Schriftsteller. Als Kammerherr am Weimarer Hof war er ein Freund von Herzog Carl August und Goethe.

## Leben
Einsiedel war der Sohn von August Hildebrand von Einsiedel (1722–1796) aus dem sächsischen Adelsgeschlecht Einsiedel und älterer Bruder des Philosophen und Naturforschers August von Einsiedel. Im Jahre 1763 wurde er Page. Er absolvierte ab 1768 in Jena ein Studium der Rechte und wurde dort 1770 Regierungsassessor am Hofgericht. 1775 ist er Hofrat und Assessor beim Hofgericht in Jena. Von 1775 bis 1807 Kammerherr der Herzogin Anna Amalie bzw. stellvertretender Hofmeister der Herzoginwitwe. 1788 bis 1790 unternimmt er eine Reise nach Italien. 1802 wurde er Geheimer Rat und Oberhofmeister. Zuletzt wurde er 1817 zum ersten Präsidenten des weimarischen Oberappellationsgerichts in Jena ernannt und ging 1825 in den Ruhestand.
Er übersetzte während seiner Zeit am Weimarer Hof Terenz, Plautus, Molière, Calderon etc. für das Hoftheater, schrieb auch eigene Stücke und wirkte bei Liebhaber-Aufführungen mit. Er war musikalisch begabt und verfasste Opernlibretti. Von ihm erschienen anonym Grundlinien zu einer Theorie der Schauspielkunst (Leipzig 1797). Einsiedel war mit Christoph Martin Wieland befreundet und steuerte auch vier Stücke zu dessen Märchensammlung Dschinnistan sowie Texte zu dem Literaturmagazin 'Teutscher Merkur' bei. Außerdem war er ein beliebtes Mitglied des Weimarer Musenhofes. Im Jahre 1784 wünschte er sich, in den Bund der Illuminaten aufgenommen zu werden; ob diesem Ersuchen jedoch stattgegeben wurde, ist nicht geklärt. Er war jedoch Mitglied der Weimarer Freimaurerloge "Anna Amalia zu den 3 Rosen"

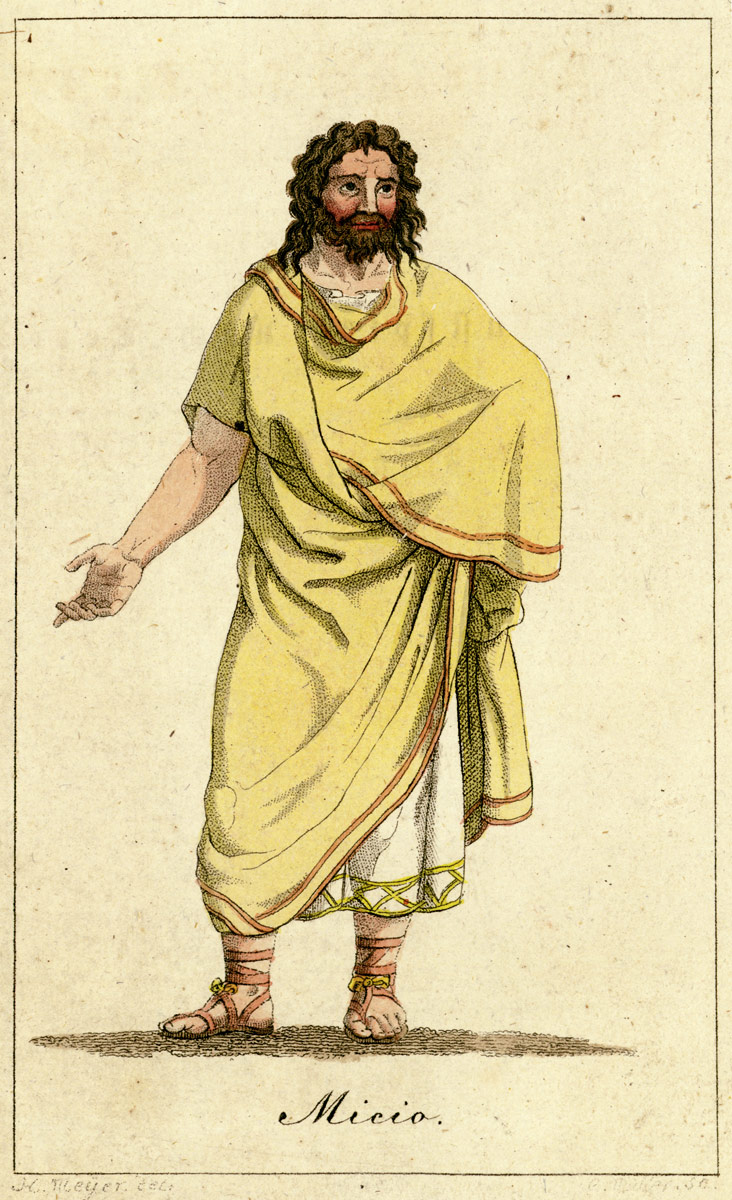
Rollenporträt des Micio aus Einsiedels Lustspiel Die Brüder nach Terenz, 1802
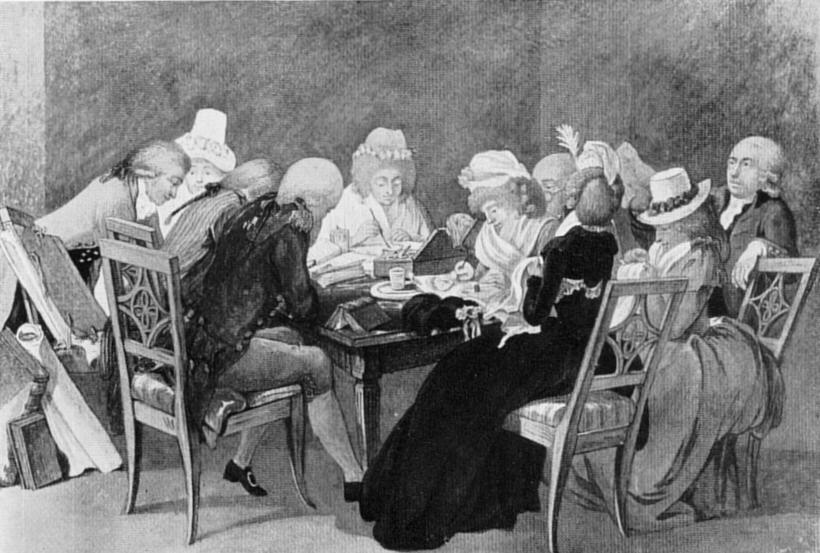
Einsiedel und der Freundeskreis bei der Herzogin Anna Amalia im Wittumspalais